# 말란즈주

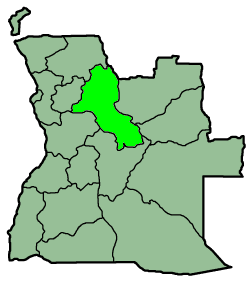
말랑제 주의 위치

말란즈주(Malanje)는 앙골라의 주로, 주도는 말란즈이며 면적은 97,602km2, 인구는 약 900,000명이다.